# Мужская сборная Азербайджана по хоккею на траве
Мужская сборная Азербайджана по хоккею на траве — мужская сборная по хоккею на траве, представляющая Азербайджан на международной арене. Управляющим органом сборной выступает Федерация хоккея на траве Азербайджана (азерб. Azərbaycan Otüstü Hokkey Federasiyası, англ. Azerbaijan Field Hockey Federation).
Сборная занимала (по состоянию на 6 июля 2015) 28-е место в рейтинге Международной федерации хоккея на траве (FIH). 12 ноября 2016 года Федерация хоккея на траве Азербайджана была временно исключена из FIH, что привело к отстранению сборной Азербайджана от участия в соревнованиях.

## Результаты выступлений

### Мировая лига
- 2012/13 — 48-53 место (выбыли в 1-м раунде)
- 2014/15 — 31-е место (выбыли во 2-м раунде)

### Чемпионат Европы (II дивизион)
(EuroHockey Nations Challenge II, до 2011 назывался EuroHockey Nations Trophy)
- 2013 — 4-е место

### Чемпионат Европы (III дивизион)
(EuroHockey Nations Challenge III, до 2011 назывался EuroHockey Nations Challenge I)
- 2007 — 4-е место[3]
- 2009 — 4-е место[4]
- 2011 —

### Чемпионат Европы (IV дивизион)
(EuroHockey Nations Challenge IV, до 2011 назывался EuroHockey Nations Challenge II)
- 2005 — [5]